# 공중보건의사 등
공중보건의사 등은 대한민국의 보충역 제도에 의한 대체복무제도의 하나로, 의사의 자격이나 변호사의 자격을 갖춘 자를 대상으로 한다. 모두 공무원의 신분이다.
- 2011년 기준 전문봉사요원 신규 선발(편입)현황[2] : 총원 1,599명.
  - 공중보건의사 : 총 1,322명
    - 의과 : 809명
    - 치과 : 191명
    - 한의과 : 322명

  - 징병전담의사 : 41명
  - 국제협력의사 : 16명
  - 공익법무관 : 74명
  - 공중방역수의사 : 146명

- 한편 공중보건의사는 2012년 4,054명(의과 2,538명, 한의과 950명, 치과 556명)에서 점차 줄어들어 2020년에는 3,142명(의과 1,762명, 한의과 960명, 치과 420명)으로 912명 줄어든다.[3]
  - 의료 사각지대인 농어촌 등에서 필요한 공보의 인력은 3,000명 내외이다.
- 그 외로는 2011년 기준 징병검사의사는 124명, 국제협력의사는 54명, 공익법무관은 212명, 공중방역수의사는 446명이다.[4]

- 모두 의무복무기간이 3년이므로, 근무 계약 기간 역시 3년이다. 또한 4주의 기초군사교육 (육군훈련소에서만 실시)은 복무기간에 산입하지 않는다.

- 급여는 중위 2호봉이나,[5] 계급은 모두 보충역 육군 이등병이다. 단 예비군의 직책은 중위 혹은 대위(공중보건의사 전문의)이다.
  - 그러나 변호사, 공인회계사, 변리사, 전문의 등의 자격을 취득하였음에도 사회복무요원으로 복무하는 경우도 많다. 이런 경우 사회복무요원으로 소집하되, 취득한 자격에 맞는 복무분야에 종사할 수 있도록 법적 근거가 있다.

- 2014년 이후 보충역의 대체복무 중 하나인 사회복무요원 중 사회서비스 업무 이외, 즉 행정 지원 업무에 대하여 신규 배정이 중단된다. 2013년까지 배정되었다.[6]
  - 지방자치단체 산하 시청, 구청, 소방서 등의 경우 사회복지, 보건의료, 교육문화, 환경안전으로서 계속 배정된다.
  - 그 외 산업기능요원은 그보다 앞서 2015년에 폐지되었다.